# В профиль и анфас
«В профиль и анфас» — киноальманах производства «Беларусьфильм» по мотивам рассказов Василия Шукшина, состоит из трёх новелл: «Волки», «Большая любовь Чередниченко Н. П.» и «Берега». Дебютные работы режиссёров Николая Лукьянова, Александра Ефремова и Сергея Сычёва.

## Сюжет

### Волки
По одноимённому рассказу 1967 года. Сельский житель Иван и его тесть терпеть не могут друг друга. Вместе они отправляются в лес за дровами. По дороге на лошадь Ивана нападает стая волков. Тесть бросает зятя и уезжает, однако зятю удаётся выбраться из леса. Он преследует тестя до самого дома, но местный участковый предотвращает расправу.

### Большая любовь Чередниченко Н. П.
На основе рассказа «Чередниченко и цирк» (1970). Сорокалетний неженатый плановик мебельной фабрики Николай Чередниченко приезжает на отдых в крымский санаторий. Во время циркового представления он влюбляется в гимнастку Еву, знакомится с ней и сразу же делает предложение. Ева обещает подумать, но наутро Николай находит лишь ироничную записку.

### Берега
По мотивам рассказа «Осенью» (1973). Фильм-притча, где в произвольном порядке воспроизведены сцены из жизни деревенского «чудика», паромщика Филиппа, полюбившего Марью. Когда тот отказался венчаться по идеологическим соображениям, Марья вышла замуж за злого, несимпатичного Павла, с которым венчалась и прожила в нелюбви всю жизнь.

## В ролях
Новелла «Волки»
- Владимир Гостюхин — Иван
- Павел Кормунин — тесть
- Галина Микеладзе — Нюра
- Олег Корчиков — милиционер

Новелла «Большая любовь Чередниченко Н. П.»
- Александр Калягин — Николай Петрович Чередниченко
- Евгения Глушенко — Ева
- Валентин Печников — Гриша
- Владимир Новиков — Володя
- Ольга Лысенко — Валя

Новелла «Берега»
- Афанасий Кочетков — Филипп
- Виктор Гоголев — Павел
- Любовь Румянцева — Марья
- Галина Макарова — жена Филиппа
- Ростислав Шмырёв
- Александр Беспалый — сын Павла

## Съёмочная группа
- Автор сценария: Евгений Григорьев (по рассказам Василия Шукшина)
- Режиссёры: Николай Лукьянов («Волки»), Александр Ефремов («Большая любовь Чередниченко Н. П.»), Сергей Сычёв («Берега»)
- Художественный руководитель: Виктор Туров
- Операторы: Анастасия Суханова («Волки»), Юрий Марухин и Анатолий Симонов («Большая любовь Чередниченко Н. П.»), Татьяна Логинова («Берега»)
- Композиторы: Андрей Шпенёв («Большая любовь Чередниченко Н. П.»), Пётр Альхимович («Берега»)
- Звукооператор: Виктор Морс («Волки»)[2]
- Художники-постановщики: Александр Чертович, Евгений Игнатьев, Юрий Альбицкий

## Съёмки
Сцены с участием волков снимали на зообазе Госфильмофонда в районе деревни Леоново Петушинского района Владимирской области, организованной в 1947 году руководством студии «Центрнаучфильм» специально для содержания животных-актёров (ликвидирована в 2017 году).
Волчью стаю сыграло семейство волков: отец по кличке Серый, мать Сиротка, сын Дик и две дочери — Стелла и Сильва. Дрессировщиками выступили П. И. Юрлов, В. П. Екимов и Олег Иванов.

## Отзывы
На выездном секретариате Союза кинематографистов 1978 года Сергей Герасимов особенно выделил работу Анастасии Сухановой в новелле «Волки», отметив, что «по операторской хватке это, может быть, самая мужская из всех картин». Владимир Баскаков в целом нейтрально оценил работу молодых режиссёров, подчеркнув, что «просчёты связаны в основном с искусственным усложнением киноязыка в ущерб содержанию». Он также выделил первый сюжет, в котором были «найдены шукшинские интонации, хорошо подобраны актёры», противопоставив его новелле «Берега», где режиссёр и сценарист «слишком далеко ушли от Шукшина, от его стилистики, его духовного мира».
Георгий Капралов в статье «Уроки Шукшина» для газеты «Правда» от 23 июля 1979 перечислил ряд характерных для экранизаций произведений писателя просчётов: «подмена анализа иллюстративностью, философии назидательностью, сведение непривычной ситуации и необычного персонажа к знакомым, упрощённым противопоставлениям и типажам». По его мнению, ленты сняты профессионально, «но не по-шукшински»:
В них рассказаны как будто те же истории, что в книге, однако увидены они как бы другим взглядом, от которого ускользает сложность явлений, их противоречивость. Исчезает и та взволнованная, страстная заинтересованность, с какой вторгается в жизнь Шукшин. Авторы фильмов развлекают порой шутками, а писатель привлекает внимание к нешуточным проблемам.
Станислав Медовников в статье «Лица и характеры» из газеты «Вечерний Донецк» (9 апреля 1979) не увидел «чёткой внутренней логики» в композиции новеллы «Берега», а авторы, по его мнению, не нашли «верного тона и живых красок для воссоздания достоверной атмосферы эпизодов, обращённых в прошлое». В то же время он похвалил первые два сюжета:
В кинорассказе «Волки»… очень достоверно и естественно воссоздан деревенский быт и будни сельских жителей. Поведение и внешний облик героев, манера речи, мельчайшие жесты — всё здесь подлинное, шукшинское… В полный сатирический рост предстаёт перед нами своеобразный человеческий тип [во второй]… киноновелле… Самое страшное в нём — абсолютная вера в непогрешимость своих мнений и представлений, агрессивная претензия на интеллигентность и культуру.
Обозреватель Ратников Г. в статье «Первый фильм: проба голоса» для газеты «Знамя юности» от 15 марта 1978 отметил индивидуальную стилистику каждого из фильмов при сохранении единства внутренней темы — «есть такие грани человеческой жизни, нарушив которые человек предаёт себя». Как и другие, он выделил новеллу «Волки» как наиболее близкую стилю писателя и, в особенности, работу оператора за свойственные Шукшину «обыденность обстановки действия, портреты, решённые в бытовом жанре». Александр Ефремов, по его мнению, использовал образы шукшинских персонажей, чтобы «выразить своё отношение к проблеме мещанства», в чём «не последнюю роль сыграла незаурядная актёрская индивидуальность А. Калягина», в итоге сняв типичную комедию. В то же время настроение и образы персонажей рассказа «Осенью» оказались полностью искажены:
Выбрав на главную роль… актёра с резкими чертами лица, С. Сычёв отошёл от образа, выписанного Шукшиным… В фильме преобладают статичные мизансцены, это созвучно внутренне остановившейся жизни Тюрина. Однако куда девалась бессмысленная энергия его характера? Перевод действия в трагический план, многозначительные портреты сурового героя передают его страдание, но, к сожалению, в новелле утрачена человеческая мудрость Шукшина, его участие и отношение к человеку, к его надеждам, слабостям и неудачам.

## Награды
Фестиваль «Молодость-77» в Киеве — приз за лучшую режиссуру (Александр Ефремов), приз за лучшую мужскую роль (Александр Калягин).